# Mark X
De Mark X is een zware Britse tank uit de Eerste Wereldoorlog. Na het afblazen van het Mark VI-project dat in 1917 samen met de Amerikanen zou worden opgestart, werd er begonnen met een nog veel ambitieuzer samenwerkingsprogramma: de Mark VIII ofwel Liberty. Dit programma was echter dermate ambitieus dat het raadzaam geacht werd een tankproject in reserve te hebben, dat de Britten desnoods in hun eentje zouden kunnen uitvoeren voor het geval dat de oorlog nog langere tijd zou voortduren (en de Amerikanen zich onverhoopt uit die oorlog zouden terugtrekken). Dit project was de Mark X.
Het project is de papieren ontwerpfase nooit ontgroeid en zoals wij het kennen is het niets anders dan een losse verzameling studies en voorstellen van verschillende ingenieurs die zich vooral richten op de mogelijkheid om, gebruikmakend van zo veel mogelijk onderdelen die de industrie al vervaardigde, een tank te produceren die sneller, betrouwbaarder en vooral comfortabeler en praktischer zou zijn dan de al bestaande Mark V. Als verzamelnaam hiervoor werd dan ook eerst Mark V*** gebruikt. Toen de oorlog afliep was er nog geen houten model geproduceerd en zelfs de verschillende tekeningen - waarvan wij tegenwoordig moeilijk kunnen vaststellen of ze überhaupt iets met het project van doen hebben - convergeerden kennelijk nog niet echt op één oplossing. Wellicht dat het relatieve succes van de Mark VIII op het eind de belangstelling sterk deed afnemen. Zou het andere project inderdaad mislukt zijn dan was een productie voorzien van 2000 stuks over het jaar 1919. Na het onverwacht snelle einde van de oorlog was er geen behoefte meer aan een dergelijk ontwerp dat naar zijn aard al verouderd moest zijn in vergelijking met volledig nieuwe projecten.
De Mark X is zo de laatste uit de reeks die met de Mark I begon.